# La Boissière-École
La Boissière-École là một xã của Pháp, nằm ở tỉnh Yvelines trong vùng Île-de-France.
Người dân ở đây trong tiếng Pháp gọi là Boissériens.
Các xã giáp ranh gồm: Adainville về phía bắc, Condé-sur-Vesgre về phía bắc-đông-bắc, Saint-Léger-en-Yvelines về phía đông bắc, Poigny-la-Forêt về phía đông, Hermeray về phía đông nam, Mittainville về phía tây nam, Faverolles (Eure-et-Loir) về phía tây, Le Tartre-Gaudran về phía tây-tây-bắc và La Hauteville về phía tây bắc.